# Hololive IDOL PROJECT 1st Live.『Bloom,』
「hololive IDOL PROJECT 1st Live.『Bloom,』」（ホロライブ アイドル プロジェクト ファースト ライブ ブルーム）は、2021年2月17日の19時から日本・東京ガーデンシアターにて開催された、女性バーチャルYouTuberグループ・ホロライブによるユニットであるhololive IDOL PROJECTの1回目のライブ。同ユニットおよび、ホロライブを運営するカバー株式会社が主催する。2020年12月22日に行われた、ホロライブのライブ「hololive 2nd fes. Beyond the Stage Supported By Bushiroad」の公演の一つ「STAGE2」にて開催が発表された。発表当初は有観客で開催される予定だったが、最終的に新型コロナウイルス感染拡大防止を目的に無観客で開催された。公式ハッシュタグは「#花咲くホロライブ」で、公演日には同ハッシュタグがTwitterトレンド世界1位を獲得した。2022年12月28日には、本公演の模様が動画ストリーミングプラットフォーム・ABEMAのチャンネル「アニメLIVE3」にて無料で配信された。

## 名称
名称にある「Bloom,」は、英語で「花が咲く」を意味する「bloom」に、「花が咲いて、そのあと実ができて種になって、次につながっていく（これから先も続く）」という意味を込めてコンマを付加したものであり、考案者は本公演の出演タレントの一人・湊あくあである。

## 制作協力
制作協力は、LOGIC&MAGIC、LIFE、H3O JAPAN、ヤマハミュージックエンタテインメントホールディングスが務めた。

## 出演タレント
出演タレントは、ロボ子さん、さくらみこ、夜空メル、アキ・ローゼンタール、白上フブキ、夏色まつり、湊あくあ、紫咲シオン、百鬼あやめ、癒月ちょこ、大空スバル、大神ミオ、兎田ぺこら、潤羽るしあ、不知火フレア、白銀ノエル、宝鐘マリン、天音かなた、常闇トワ、雪花ラミィ、獅白ぼたん、尾丸ポルカの22名である。このうち、雪花・獅白・尾丸の3名はふだんの配信で使用しているものと同一の衣装、彼女たち以外はアイドル衣装（オリジン衣装）を着て出演した。

## セットリスト
セットリストの出典：
本公演のセットリストは、ホロライブのオリジナル楽曲のみで構成されており、これはホロライブのライブとしては初の試みである。セットリストを構成する楽曲およびその数は、出演タレントに対してアンケートを実施して決められた。9曲目の「ヒロインオーディション」、14曲目の「Palette」、21曲目の「あすいろClearSky」は、本公演にて初めて公開された新曲である。
1. 「Dreaming Days」（白上フブキ、夏色まつり、紫咲シオン、百鬼あやめ、癒月ちょこ、大空スバル、兎田ぺこら、宝鐘マリン、天音かなた）
  - MC1.（夏色まつり、大神ミオ、兎田ぺこら）
2. 「Candy-Go-Round」（ロボ子さん、夜空メル、アキ・ローゼンタール、湊あくあ、不知火フレア）
3. 「さくら色ハイテンション!」（さくらみこ）
4. 「ぺこらんだむぶれいん!」（兎田ぺこら）
5. 「ぺこみこ大戦争!!」（さくらみこ、兎田ぺこら）
  - MC2.（白銀ノエル、天音かなた）
6. 「でいり〜だいあり〜!」（夏色まつり、大空スバル、さくらみこ、白銀ノエル、宝鐘マリン）
7. 「君と眺める夏の花」（夏色まつり）
8. 「For The Win」（湊あくあ）
  - MC3.（アキ・ローゼンタール、白上フブキ）
9. 「ヒロインオーディション」（アキ・ローゼンタール）
  - MC4.（雪花ラミィ、獅白ぼたん、尾丸ポルカ）
10. 「BLUE CLAPPER」（雪花ラミィ、獅白ぼたん、尾丸ポルカ）
11. 「今宵はHalloween Night!」（夜空メル、紫咲シオン、癒月ちょこ、潤羽るしあ）
12. 「Suspect」（ロボ子さん、アキ・ローゼンタール、百鬼あやめ）
13. 「アザミナ」（ロボ子さん）
  - MC5.（大空スバル、常闇トワ）
14. 「Palette」（常闇トワ）
15. 「至上主義アドトラック」（夏色まつり、大神ミオ、不知火フレア）
16. 「STARDUST SONG」（不知火フレア、天音かなた、常闇トワ）
17. 「Ahoy!! 我ら宝鐘海賊団☆」（宝鐘マリン）
18. 「百花繚乱花吹雪」（白上フブキ、百鬼あやめ、大神ミオ）
19. 「#あくあ色ぱれっと」（湊あくあ）
20. 「キラメキライダー☆」（ロボ子さん、白上フブキ、大空スバル、白銀ノエル、天音かなた）
  - MC6.（湊あくあ、大神ミオ、不知火フレア）
21. 「あすいろClearSky」（ロボ子さん、夜空メル、アキ・ローゼンタール、夏色まつり、湊あくあ、大神ミオ、さくらみこ、不知火フレア、常闇トワ）
  - EN1.「夢見る空へ」（百鬼あやめ、大空スバル、大神ミオ、兎田ぺこら、宝鐘マリン）
  - MC7.（白上フブキ、湊あくあ、大神ミオ、不知火フレア、白銀ノエル）
  - EN2.「Shiny Smily Story」（ロボ子さん、夜空メル、アキ・ローゼンタール、白上フブキ、夏色まつり、湊あくあ、紫咲シオン、百鬼あやめ、癒月ちょこ、大空スバル、大神ミオ、さくらみこ、兎田ぺこら、潤羽るしあ、不知火フレア、白銀ノエル、宝鐘マリン、天音かなた、常闇トワ）

## エンディング
本公演の終了直後には、以下の情報が発表された。
1. Blu-ray Disc『hololive IDOL PROJECT 1st Live.『Bloom,』』の発売
2. ホロライブとゲームアプリ『ラクガキ キングダム』のコラボの開催
3. ホロライブの楽曲のゲームアプリ『D4DJ Groovy Mix』への導入
4. アルバム『Bouquet』の発売
5. メディアミックス『ホロライブ・オルタナティブ』の始動

## Blu-ray Disc
『hololive IDOL PROJECT 1st Live.『Bloom,』』は、株式会社ブシロードミュージックから2021年8月25日に発売された、「hololive IDOL PROJECT 1st Live.『Bloom,』」の模様を収録したBlu-ray Disc。初週10,321枚として、オリコンチャートによる2021年09月06日付の週間 Blu-rayランキングにて4位、週間 ミュージックBlu-rayランキングにて2位、週間 ミュージックDVD・Blu-rayランキングにて3位を記録した。